# Nikolai Hentsch
Pour les articles homonymes, voir Hentsch.
Nikolai Hentsch (né le 10 août 1983) est un skieur alpin brésilien.

## Palmarès
- Champion du Brésil de slalom géant en 2001 et 2003 ;
- Champion du Brésil de slalom super géant en 2001 et 2005.